# Scytinostromella humifaciens
Scytinostromella humifaciens är en svampart som först beskrevs av Edward Angus Burt, och fick sitt nu gällande namn av G.W. Freeman & R.H. Petersen 1979. Enligt Catalogue of Life ingår Scytinostromella humifaciens i släktet Scytinostromella, ordningen Russulales, klassen Agaricomycetes, divisionen basidiesvampar och riket svampar, men enligt Dyntaxa är tillhörigheten istället släktet Scytinostromella, familjen Stereaceae, ordningen Russulales, klassen Agaricomycetes, divisionen basidiesvampar och riket svampar. Arten är reproducerande i Sverige. Inga underarter finns listade i Catalogue of Life.